# 石川多映子
石川多映子（1975年10月14日—）是一名日本女子垒球运动员。她在2000年悉尼夏季奥林匹克运动会中，参加了女子垒球比赛并为日本队获得女子团体银牌。